# Àcid malvàlic
L'àcid malvàlic, el qual nom sistemàtic és àcid 7-(2-octilciclopropen-1-il)heptanoic, és un àcid carboxílic de cadena lineal amb devuit àtoms de carboni que conté un anell de tres carbonis juntament amb un doble enllaç al carboni 7 de la cadena principal, la qual fórmula molecular és {\displaystyle {\ce {C18H32O2}}}. En bioquímica és considerat un àcid gras.

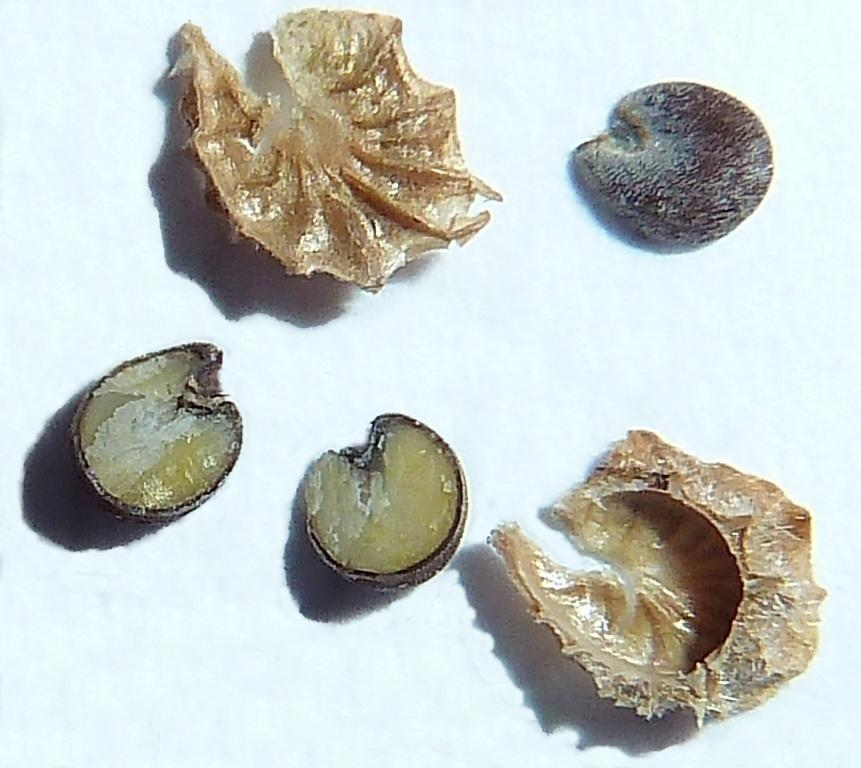
Mericarpi obert amb dues llavors, un d'elles xapada per la meitat, de Malva parviflora

Té un punt de fusió de 10,3–10,5 °C. Aquest àcid fou aïllat per primer cop el 1956 per F. S. Shenstone i J. R. Vickery de l'oli de les llavors de plantes de la família de les malvàcies (Malva verticillata i Malva parviflora), i identificat el 1957 per J.J. MacFarlae, F. S. Shenstone i J. R. Vickery, anomenant-lo àcid malvàlic a partir del nom de la família de les malvàcies. Posteriorment s'ha aïllat en olis d'altres llavors: Adansonia gregorii (>80 %) o baobab australià; Heritiera littoralis (54 %); Gnetum gnemon (39 %); Pterospermum acerifolium (32 %); Adansonia za (28–31 %); Nesogordonia thouarsii (30 %); Eriolaena hookeriana (26 %); i moltes altres.
Com d'altres àcids grassos que contenen ciclopropens és tòxic. L'oli de llavors de cotó (Gossypium hirsutum i Gossypium herbaceum), emprat en alimentació, en conté entre un 0,7 i 1,6 %, però els tractaments al qual se'l sotmet rebaixen aquesta proporció a nivells per sota del llindar de toxicitat.